# 伊尔温·萨拉迪诺
伊尔温·萨拉迪诺（西班牙語：Irving Saladino，1983年1月23日—），巴拿马男子田径运动员。他曾代表巴拿马参加2004年、2008年和2012年夏季奥林匹克运动会田径比赛，其中2008年奥运会获得一枚金牌。